# Campeonato Paulista Série A2 1994
In 1994 werd het 48ste editie van het Campeonato Paulista Série A2 gespeeld voor voetbalclubs uit de Braziliaanse staat São Paulo. Het was de eerste keer dat de competitie onder deze naam gespeeld werd. De competitie werd georganiseerd door de FPF. Araçatuba werd kampioen. 

## Eindstand
| Plaats | Clu              | Wed. | W  | G  | V  | Saldo | Ptn. |
| ------ | ---------------- | ---- | -- | -- | -- | ----- | ---- |
| 1.     | Araçatuba        | 30   | 15 | 9  | 6  | 44:24 | 39   |
| 2.     | Juventus         | 30   | 12 | 13 | 5  | 42:29 | 37   |
| 3.     | XV de Piracicaba | 30   | 12 | 12 | 6  | 29:18 | 36   |
| 4.     | Comercial        | 30   | 8  | 17 | 5  | 26:20 | 33   |
| 5.     | XV de Jaú        | 30   | 11 | 9  | 10 | 40:36 | 31   |
| 6.     | São José         | 30   | 10 | 11 | 9  | 23:22 | 31   |
| 7.     | Taquaritinga     | 30   | 12 | 6  | 12 | 35:32 | 30   |
| 8.     | Botafogo         | 30   | 11 | 8  | 11 | 30:32 | 30   |
| 9.     | Inter de Limeira | 30   | 11 | 7  | 12 | 35:41 | 29   |
| 10.    | Sãocarlense      | 30   | 9  | 11 | 10 | 31:30 | 29   |
| 11.    | Paraguaçense     | 30   | 9  | 9  | 12 | 31:37 | 27   |
| 12.    | Catanduva        | 30   | 8  | 11 | 11 | 24:30 | 27   |
| 13.    | Olímpia          | 30   | 8  | 11 | 11 | 24:36 | 27   |
| 14.    | Marília          | 30   | 7  | 13 | 10 | 36:37 | 27   |
| 15.    | São Caetano      | 30   | 6  | 12 | 12 | 30:42 | 24   |
| 16.    | Noroeste         | 30   | 7  | 9  | 14 | 31:42 | 23   |

|  | Kampioen                 |
|  | Promotie naar Série A1   |
|  | Degradatie naar Série A3 |

## Kampioen
| Campeonato Paulista de 1994 - Série A2 |
| São Paulo                              |
| -------------------------------------- |
| ARAÇATUBA Kampioen (3° titel)          |